# Chile Open
Chile Open, også kendt som Chile Dove Men+Care Open på grund af sponsoraftaler, er en professionel herretennisturnering, der foregår på udendørs røde grusbaner i Santiago, Chile. Turneringen blev først etableret som Chile International Championships i 1930 og inkluderede både mænd og kvinder. I løbet af sin historie blev den skiftevis afholdt i byen Viña del Mar og i 2010 i Colina. Den er en del af Association of Tennis Professionals (ATP) Tour 250-serien og er en vigtig del af den prestigefyldte Golden Swing-serie, som omfatter fire turneringer.

## Finaler

### Herresingle
| År                       | Vinder                | Finalist                | Score                    |
| Santiago (1930–1981)     | Santiago (1930–1981)  | Santiago (1930–1981)    | Santiago (1930–1981)     |
| ------------------------ | --------------------- | ----------------------- | ------------------------ |
| 1935                     | Adriano Zappa         | Lucilo del Castillo     | 2–6, 6–2, 8–6, 6–1.      |
| 1939                     | Pancho Segura         | Heraldo Weiss           | 8–6, 6–3, 6–1.           |
| 1940                     | Pancho Segura (2)     | Salvador Deik           | 4–6, 6–4, 6–0.           |
| 1950                     | Ricardo Balbiers      | Tony Vincent            | 7–5, 6–3.                |
| 1951                     | Budge Patty           | Jorge Morales           | 6–1, 6–4, 6–2.           |
| 1952                     | Jaroslav Drobný       | Bernard Bartzen         | 4–6, 6–4, 6–8, 6–2, 6–2. |
| 1958                     | Luis Ayala            | Billy Knight            | 6–1, 6–3, 6–4.           |
| 1959                     | Luis Ayala (2)        | Manuel Santana          | 7–5, 6–1, 4–6, 6–4.      |
| 1960                     | Luis Ayala (3)        | Ronald Barnes           | 6–3, 7–5, 6–1.           |
| 1961                     | Pierre Darmon         | Whitney Reed            | 6–2, 6–1, 6–4.           |
| 1962                     | Dieter Ecklebe        | Isaías Pimentel         | 7–5, 6–0, 6–4.           |
| 1963                     | Alan Lane             | Nicola Pietrangeli      | 4–6, 6–4, 6–4.           |
| 1966                     | Patricio Rodríguez    | Jaime Pinto Bravo       | 6–4, 3–6, 6–2, 6–4.      |
| ↓ Open era ↓             |                       |                         |                          |
| 1969                     | Jan Kodeš             | Milan Holeček           | 4–6, 6–3, 1–6, 6–1, 6–1. |
| 1970                     | Manuel Orantes        | Frank Froehling III     | 6–3, 6–2, 6–4.           |
| 1971                     | Jaime Pinto Bravo     | Jaime Fillol Sr.        | 6–4, 6–4, 6–7, 6–4.      |
| 1973                     | Dick Stockton         | Patricio Cornejo        | 6–2, 7–5.                |
| 1976                     | José Higueras         | Carlos Kirmayr          | 5–7, 6–4, 6–4            |
| 1977                     | Guillermo Vilas       | Jaime Fillol            | 6–0, 2–6, 6–4            |
| 1978                     | José Luis Clerc       | Víctor Pecci            | 3–6, 6–3, 6–1            |
| 1979                     | Hans Gildemeister     | José Higueras           | 7–5, 5–7, 6–4            |
| 1980                     | Víctor Pecci          | Christophe Freyss       | 4–6, 6–4, 6–3            |
| 1981                     | Hans Gildemeister (2) | Andrés Gómez            | 6–4, 7–5                 |
| Viña del Mar (1981–1983) |                       |                         |                          |
| 1981                     | Víctor Pecci (2)      | José Higueras           | 6–4, 6–0                 |
| 1982                     | Pedro Rebolledo       | Raúl Ramírez            | 6–4, 3–6, 7–6            |
| 1983                     | Víctor Pecci (3)      | Jaime Fillol            | 2–6, 7–5, 6–4            |
| Santiago (1993–2000)     |                       |                         |                          |
| 1993                     | Javier Frana          | Emilio Sánchez Vicario  | 7–5, 3–6, 6–3            |
| 1994                     | Alberto Berasategui   | Francisco Clavet        | 6–3, 6–4                 |
| 1995                     | Sláva Doseděl         | Marcelo Ríos            | 7–6(7–3), 6–3            |
| 1996                     | Hernán Gumy           | Marcelo Ríos            | 6–4, 7–5                 |
| 1997                     | Julián Alonso         | Marcelo Ríos            | 6–2, 6–1                 |
| 1998                     | Francisco Clavet      | Younes El Aynaoui       | 6–2, 6–4                 |
| 2000                     | Gustavo Kuerten       | Mariano Puerta          | 7–6(7–3), 6–3            |
| Viña del Mar (2001–2009) |                       |                         |                          |
| 2001                     | Guillermo Coria       | Gastón Gaudio           | 4–6, 6–2, 7–5            |
| 2002                     | Fernando González     | Nicolás Lapentti        | 6–3, 6–7(5–7), 7–6(7–4)  |
| 2003                     | David Sánchez Muñoz   | Marcelo Ríos            | 1–6, 6–3, 6–3            |
| 2004                     | Fernando González (2) | Gustavo Kuerten         | 6–4, 6–4                 |
| 2005                     | Gastón Gaudio         | Fernando González       | 6–3, 6–4                 |
| 2006                     | José Acasuso          | Nicolás Massú           | 6–4, 6–3                 |
| 2007                     | Luis Horna            | Nicolás Massú           | 7–5, 6–3                 |
| 2008                     | Fernando González (3) | Juan Mónaco             | w/o                      |
| 2009                     | Fernando González (4) | José Acasuso            | 6–1, 6–3                 |
| Santiago (2010–2011)     |                       |                         |                          |
| 2010                     | Thomaz Bellucci       | Juan Mónaco             | 6–2, 0–6, 6–4            |
| 2011                     | Tommy Robredo         | Santiago Giraldo        | 6–2, 2–6, 7–6(7–5)       |
| Viña del Mar (2012–2014) |                       |                         |                          |
| 2012                     | Juan Mónaco           | Carlos Berlocq          | 6–3, 6–7, 6–1            |
| 2013                     | Horacio Zeballos      | Rafael Nadal            | 6–7(2–7), 7–6(8–6), 6–4  |
| 2014                     | Fabio Fognini         | Leonardo Mayer          | 6–2, 6–4                 |
| Santiago (2020–2023)     |                       |                         |                          |
| 2020                     | Thiago Seyboth Wild   | Casper Ruud             | 7–5, 4–6, 6–3            |
| 2021                     | Cristian Garín        | Facundo Bagnis          | 6–4, 6–7(3–7), 7–5       |
| 2022                     | Pedro Martínez        | Sebastián Báez          | 4–6, 6–4, 6–4            |
| 2023                     | Nicolás Jarry         | Tomás Martín Etcheverry | 6–7(5–7), 7–6(7–5), 6–2  |
| 2024                     | Sebastián Báez        | Alejandro Tabilo        | 3–6, 6–0, 6–4            |
| 2025                     | Laslo Djere           | Sebastián Báez          | 6–4, 3–6, 7–5            |

### Doubles
| År                       | Vinder                                                        | Finalist                                                      | Score                |
| Santiago (1976–1981)     | Santiago (1976–1981)                                          | Santiago (1976–1981)                                          | Santiago (1976–1981) |
| ------------------------ | ------------------------------------------------------------- | ------------------------------------------------------------- | -------------------- |
| 1976                     | Patricio Cornejo Hans Gildemeister                            | Lito Álvarez Belus Prajoux                                    | 6–3, 7–6             |
| 1977                     | Patricio Cornejo (2) Jaime Fillol                             | Henry Bunis Paul McNamee                                      | 5–7, 6–1, 6–1        |
| 1978                     | Hans Gildemeister (2) Víctor Pecci                            | Álvaro Fillol Jaime Fillol                                    | 6–4, 6–3             |
| 1979                     | José Higueras / Jairo Velasco vs Álvaro Fillol / Jaime Fillol | José Higueras / Jairo Velasco vs Álvaro Fillol / Jaime Fillol | Aflyst               |
| 1980                     | Belus Prajoux Ricardo Ycaza                                   | Carlos Kirmayr João Soares                                    | 4–6, 7–6, 6–4        |
| 1981                     | Hans Gildemeister (3) Andrés Gómez                            | Ricardo Cano Belus Prajoux                                    | 6–2, 7–6             |
| Viña del Mar (1981–1983) |                                                               |                                                               |                      |
| 1981                     | David Carter Paul Kronk                                       | Andrés Gómez Belus Prajoux                                    | 6–1, 6–2             |
| 1982                     | Manuel Orantes Raúl Ramírez                                   | Guillermo Aubone Ángel Giménez                                | Default              |
| 1983                     | Hans Gildemeister (4) Belus Prajoux (2)                       | Júlio Góes Ney Keller                                         | 6–3, 6–1             |
| Santiago (1993–2000)     |                                                               |                                                               |                      |
| 1993                     | Mike Bauer David Rikl                                         | Christer Allgardh Brian Devening                              | 7–6, 6–4             |
| 1994                     | Karel Nováček Mats Wilander                                   | Tomás Carbonell Francisco Roig                                | 4–6, 7–6, 7–6        |
| 1995                     | Jiří Novák David Rikl (2)                                     | Shelby Cannon Francisco Montana                               | 6–4, 4–6, 6–1        |
| 1996                     | Gustavo Kuerten Fernando Meligeni                             | Albert Portas Dinu Pescariu                                   | 6–4, 6–2             |
| 1997                     | Jan Hendrik Davids Andrew Kratzmann                           | Julián Alonso Nicolás Lapentti                                | 7–6, 5–7, 6–4        |
| 1998                     | Mariano Hood Sebastián Prieto                                 | Massimo Bertolini Devin Bowen                                 | 7–6, 6–7, 7–6        |
| 2000                     | Gustavo Kuerten (2) Antônio Prieto                            | Lan Bale Piet Norval                                          | 6–2, 6–4             |
| Viña del Mar (2001–2009) |                                                               |                                                               |                      |
| 2001                     | Lucas Arnold Tomás Carbonell                                  | Mariano Hood Sebastián Prieto                                 | 6–4, 2–6, 6–3        |
| 2002                     | Gastón Etlis Martín Rodríguez                                 | Lucas Arnold Luis Lobo                                        | 6–3, 6–4             |
| 2003                     | Agustín Calleri Mariano Hood (2)                              | František Čermák Leoš Friedl                                  | 6–3, 1–6, 6–4        |
| 2004                     | Juan Ignacio Chela Gastón Gaudio                              | Nicolás Lapentti Martín Rodríguez                             | 7–6(7–2), 7–6(7–3)   |
| 2005                     | David Ferrer Santiago Ventura                                 | Gastón Etlis Martín Rodríguez                                 | 6–3, 6–4             |
| 2006                     | José Acasuso Sebastián Prieto (2)                             | František Čermák Leoš Friedl                                  | 7–6(7–2), 6–4        |
| 2007                     | Paul Capdeville Óscar Hernández                               | Albert Montañés Rubén Ramírez Hidalgo                         | 4–6, 6–4, [10–6]     |
| 2008                     | José Acasuso (2) Sebastián Prieto (3)                         | Máximo González Juan Mónaco                                   | 6–1, 3–0, ret.       |
| 2009                     | Pablo Cuevas Brian Dabul                                      | František Čermák Michal Mertiňák                              | 6–3, 6–3             |
| Santiago (2010–2011)     |                                                               |                                                               |                      |
| 2010                     | Łukasz Kubot Oliver Marach                                    | Potito Starace Horacio Zeballos                               | 6–4, 6–0             |
| 2011                     | Marcelo Melo Bruno Soares                                     | Łukasz Kubot Oliver Marach                                    | 6–3, 7–6(7–3)        |
| Viña del Mar (2012–2014) |                                                               |                                                               |                      |
| 2012                     | Frederico Gil Daniel Gimeno                                   | Pablo Andújar Carlos Berlocq                                  | 1–6, 7–5, [12–10]    |
| 2013                     | Paolo Lorenzi Potito Starace                                  | Rafael Nadal Juan Mónaco                                      | 6–2, 6–4             |
| 2014                     | Oliver Marach Florin Mergea                                   | Juan Sebastián Cabal Robert Farah                             | 6–3, 6–4             |
| Santiago (2020–2023)     |                                                               |                                                               |                      |
| 2020                     | Roberto Carballés Alejandro Davidovich                        | Marcelo Arévalo Jonny O'Mara                                  | 7–6(7–3), 6–1        |
| 2021                     | Simone Bolelli Máximo González                                | Federico Delbonis Jaume Munar                                 | 7–6(7–4), 6–4        |
| 2022                     | Rafael Matos Felipe Meligeni Alves                            | André Göransson Nathaniel Lammons                             | 7–6(10–8), 7–6(7–3)  |
| 2023                     | Andrea Pellegrino Andrea Vavassori                            | Thiago Seyboth Wild Matías Soto                               | 6–4, 3–6, [12–10]    |
| 2024                     | Alejandro Tabilo Tomás Barrios Vera                           | Matías Soto Orlando Luz                                       | 6–2, 6–4             |
| 2025                     | Nicolás Barrientos Rithvik Bollipalli                         | Máximo González Andrés Molteni                                | 6–3, 6–2             |